# Speckle-Fotografie
Die Speckle-Fotografie ist ein optisches Verfahren zur Messung von Verschiebungen senkrecht zur Beobachtungsrichtung (sog. in-plane Verschiebungen).

Das zu untersuchende Objekt (z. B. ein Bauteil) wird mit Licht hinreichender Kohärenzlänge beleuchtet und mit einer Linse auf eine Fotoplatte abgebildet, siehe oberes Bild der Abbildung. In der Bildebene (Fotoplatte) entsteht ein mit Speckles überlagertes Bild des Objekts. Die Specklegröße wird dabei durch die Blendenöffnung bestimmt.

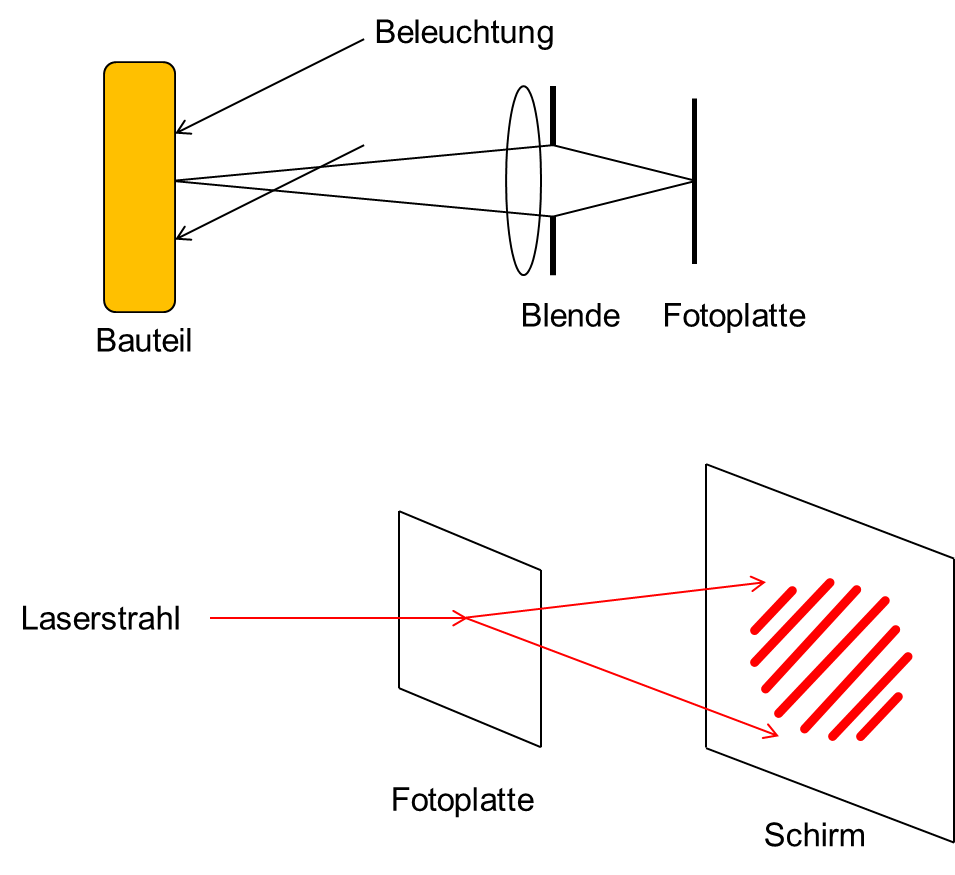
Speckle-Fotografie

Das Objekt wird mechanisch oder thermisch belastet. Entsprechend der in-plane-Komponente der Objektverschiebung verschiebt sich auch das Specklemuster in der Bildebene. Die Fotoplatte wird in jedem Lastzustand belichtet. Nach Entwicklung der doppelt belichteten Fotoplatte sind dort zwei entsprechend der in-plane-Verschiebung verschobene Specklemuster des Objekts gespeichert. Diese Fotoplatte wird dann punktweise mit einem unaufgeweiteten Laserstrahl beleuchtet, wie im unteren Teil der Abbildung dargestellt. Durch Beugung des Laserstrahls an den Specklepaaren entsteht ein Streifenmuster. In Analogie zur Beugung am Doppelspalt wird dieses Beugungsmuster „Youngsches Streifenmuster“ genannt.
Durch Messung des Streifenabstands kann bei bekanntem Abbildungsmaßstab der Betrag der in-plane-Verschiebung ermittelt werden. Die Richtung der Verschiebung ergibt sich aus der Richtung der Youngschen Striefen.
Als alternative Auswertemethode kann die doppelt belichtete Fotoplatte auch in einem optischen Filteraufbau fouriertransformiert werden, die Verschiebung ergibt sich dann durch Analyse des Ortsfrequenzspektrums.
Diese klassische Speckle-Fotografie mit fotografischer Aufzeichnung der Specklemuster wird heute kaum noch genutzt. Stattdessen werden die Specklemuster direkt mit einer elektronischen Kamera aufgenommen. Wie in der klassischen Variante kann das Youngsche Streifenmuster im Prinzip mit numerischen Methoden aus den Specklemustern berechnet werden. Allerdings ist es praktischer, die in jedem Lastzustand elektronisch aufgezeichneten Specklemuster direkt zu korrelieren und so die Verschiebung zu berechnen.